# Холодна ніч на світанку
Холодна ніч на світанку (англ. Cold Night Into Dawn) — американський трилер 1997 року.

## Сюжет
Смертельна небезпека загрожує Чикаго. У самий переддень Різдва одержимий помстою в'єтнамський терорист вирішує підірвати ціле місто. Його руки вже залиті кров'ю невинних жертв і, здавалося б, ніщо його не зупинить. І раптом на його шляху встають гідні противники: досвідчений агент ФБР Френк Перрі і його молода напарниця. Саме їм належить вступити в сутичку, від результату якої залежить життя мільйонів.

## У ролях
- Майкл Айронсайд — Френк Парр
- Кейвен Шарлот — Моллі Сінклер
- Ентоні Майкл Холл — Едді Роджерс
- Девід Чун — Хуан
- Александра Бокун Чун — Шен
- Тоні Ло Бьянко — керівник Клин
- Білл Хафсі — детектив Лейк
- Джеймс Біннс — Малькольм
- Девід Фюджет — агент Веллс
- Кліфф Фрезіер — Лі Лі
- Джек Фьюджетт — Том
- Роуді Джексон — Хенк
- Ірен Майклс — Лінда Парр
- Крістіан Пейтон — Реджі
- Річард Рілі — Джеральд
- Стівен Караджінес — агент ФБР
- Роберт Сван — працівник міського транспорту
- Лорен Ллевелін — тележурналістка
- П'єр Чемалі — власник збройного магазину
- Річард Котовскі — бездомний
- Тоні Говард
- Пол Кампф — агент Мелоун